# Бульба, Вольф Борисович
Вольф Борисович Бульба (род. 15 августа 1951, Кишинёв) — молдавский советский и израильский художник, график, иллюстратор.

## Биография
Родился в Кишинёве, где после демобилизации осел его отец Борис (Бер) Вольфович Бульба (1918—?), уроженец Ровно. Мать — Песя Срулевна Бульба (1923—1989).
Окончил декоративный факультет Молдавского республиканского художественного училища и графический факультет Львовского полиграфического института (1977). Работал преподавателем графики и рисования в Кишинёвском институте искусств. С 1971 года участвовал в художественных выставках в СССР — Москве, Минске, Ленинграде, а также в Болгарии, Швеции, Германии. Создал иллюстрации к произведениям Ф. Достоевского, М. Булгакова, Шекспира, Л. Кэрролла, Э. Гофмана (всего около 20 книг).
С 1990 года — в Израиле. Член Союза художников СССР и Израиля. Персональные выставки прошли в Тель-Авиве (1992) и Ришон ле-Ционе (1994), участвовал в нескольких коллективных выставках. В 1994 году открыл художественную студию в Ришон ле-Ционе. Работает в области книжной и станковой графики.
В Израиле занимался иллюстрацией художественной литературы для детей (более 140 книг на иврите, идише, английском и русском языках). Лауреат Премии имени Якова Фихмана (2002).